# یواس‌اس شلیکاف (ای‌وی‌پی-۵۲)
یواس‌اس شلیکاف (ای‌وی‌پی-۵۲) (به انگلیسی: USS Shelikof (AVP-52)) یک کشتی بود که طول آن ۳۱۱ فوت ۸ اینچ (۹۵٫۰۰ متر) بود. این کشتی در سال ۱۹۴۳ ساخته شد.